# The Nightfly
The Nightfly är ett musikalbum av den amerikanske musikern och låtskrivaren Donald Fagen från 1982. Det var Fagens första soloalbum efter karriären i Steely Dan. 
The Nightfly ses av många som höjdpunkten i det "slicka" jazzrock-soundet som dominerade Los Angeles-baserad musik åren kring 1980, och karakteriseras av ypperlig produktion och insatser från framstående musiker som Jeff Porcaro, Randy Brecker, Michael Brecker, Greg Phillinganes, Marcus Miller och Steve Gadd. Albumet är till största del skrivet och arrangerat av Donald Fagen.

## Låtlista
Alla låtar är skrivna och komponerade av Donald Fagen om inget annat nämns. 
| 1. | I.G.Y.              |                                                 | 6:03 |
| 2. | Green Flower Street |                                                 | 3:42 |
| 3. | Ruby Baby           | Jerry Leiber, Mike Stoller; arrangerad av Fagen | 5:38 |
| 4. | Maxine              |                                                 | 3:50 |

| 1. | New Frontier           | 6:23 |
| 2. | The Nightfly           | 5:47 |
| 3. | The Goodbye Look       | 4:50 |
| 4. | Walk Between Raindrops | 2:38 |

## Medverkande
Enligt albumets konvolut.
| Sida ett 1. "I.G.Y." - Donald Fagen – sång, synthesizers, synth blues harp - Zachary Sanders, Valerie Simpson, Frank Floyd, Gordon Grody – körsång - James Gadson – trummor - Jeff Porcaro – kompletterande trummor - Starz Vanderlocket – slagverk - Anthony Jackson – bas - Greg Phillinganes – elpiano - Rob Mounsey – synthesizers - Rick Derringer, Hugh McCracken – gitarr - Ronnie Cuber – barytonsaxofon - Michael Brecker – tenorsaxofon - David Tofani – altsaxofon - Dave Bargeron – trombon - Randy Brecker – trumpet 2. "Green Flower Street" - Donald Fagen – sång, synthesizers - Frank Floyd, Daniel Lazerus, Zachary Sanders, Valerie Simpson – körsång - Jeff Porcaro – trummor - Starz Vanderlocket – slagverk - Chuck Rainey – bas - Greg Phillinganes – elpiano, clavinet - Rob Mounsey – synthesizers - Dean Parks – gitarr - Larry Carlton – sologitarr 3. "Ruby Baby" - Donald Fagen – sång, orgel, synthesizers, elpiano, körsång - Valerie Simpson – körsång - Jeff Porcaro – trummor - James Gadson – kompletterande trummor - Anthony Jackson – bas - Michael Omartian – akustiskt piano - Greg Phillinganes – akustiskt pianosolo - Rick Derringer, Hugh McCracken – gitarr - Larry Carlton – sologitarr - Michael Brecker – tenorsaxofon - Randy Brecker – trumpet, flygelhorn 4. "Maxine" - Donald Fagen – sång, orgel, elpiano, körsång - Ed Greene – trummor - Marcus Miller – bas - Greg Phillinganes – akustiskt piano - Larry Carlton – gitarr - Ronnie Cuber – barytonsaxofon - Michael Brecker – tenorsaxofon - David Tofani – altsaxofon - Dave Bargeron – euphonium - Randy Brecker – flygelhorn | Side two 1. "New Frontier" - Donald Fagen – sång, synthesizers, körsång - Starz Vanderlocket – körsång, slagverk - Ed Greene – trummor - Abraham Laboriel – bas - Michael Omartian – akustiskt piano, elpiano - Larry Carlton – sologitarr - Hugh McCracken – munspel 2. "The Nightfly" - Donald Fagen – sång, synthesizers, piano, körsång - Frank Floyd, Zachary Sanders, Valerie Simpson – körsång - Jeff Porcaro – trummor - Marcus Miller – bas - Michael Omartian – elpiano - Rob Mounsey – synthesizers - Rick Derringer, Hugh McCracken – gitarr - Larry Carlton – sologitarr 3. "The Goodbye Look" - Donald Fagen – sång, orgel, synthesizers, körsång - Valerie Simpson – körsång - Jeff Porcaro – trummor - Starz Vanderlocket – slagverk - Marcus Miller – bas - Greg Phillinganes – synthesizers, elpiano - Dean Parks – gitarr - Steve Khan – akustisk gitarr - Larry Carlton – sologitarr 4. "Walk Between Raindrops" - Donald Fagen – sång, orgel, synthesizers, elpiano, körsång - Lesley Miller – körsång - Steve Jordan – trummor - Will Lee – bas - Greg Phillinganes – synthbas - Larry Carlton – gitarr |

- Donald Fagen – arrangemang för horn, konvolut
- Rob Mounsey – arrangemang för horn

Produktion

- Gary Katz – producent
- Roger Nichols – specialeffekter på slagverk, sequencer, tekniker
- Daniel Lazerus – tekniker, overdubs
- Elliot Scheiner – tekniker, mixning, tracking
- Cheryl Smith – assisterande tekniker
- Robin Lane – assisterande tekniker
- Mike Morongell – assisterande tekniker, assisterande klippare för digitalisering
- Wayne Yurgelun – assisterande tekniker, assisterande klippare för digitalisering
- Bob Ludwig – mastering vid Masterdisk (New York, NY)
- Ginger Dettman – projektassistent
- Steve Pokorny – projektassistent
- Steve Woolard – projektassistent
- David Dieckmann – authoring
- George Lydecker  – authoring
- Greg Allen – design och konstnärlig chef
- George Delmerico – design och konstnärlig chef
- Cory Frye – övervakande klippare
- James Hamilton – fotograf
- Andrew Thomas – screen design